# Jun Yong Park
Jun Yong Park (Seoul, 27 de fevereiro de 1991) é um lutador sul-coreano de artes marciais mistas, atualmente competindo no peso médio Ultimate Fighting Championship.

## Carreira no MMA

### Ultimate Fighting Championship
Jun Yong Park fez sua estreia no UFC no UFC Fight Night: Andrade vs. Zhang Ele perdeu a luta por finalização.
Park enfrentou Marc-André Barriault em 21 de dezembro de 2019 no UFC Fight Night 165. Ele venceu por decisão unânime.
Park enfrentou John Phillips em 17 de outubro de 2020 no UFC Fight Night: Ortega vs. The Korean Zombie. Ele venceu por decisão unânime.

## Cartel no MMA
| Cartel no MMA   |             |            |
| 19 lutas        | 14 vitórias | 5 derrotas |
| Por nocaute     | 5           | 1          |
| Por finalização | 3           | 2          |
| Por decisão     | 6           | 2          |

| Res.     | Cartel | Oponente             | Método                        | Evento                                                  | Data       | Round | Tempo | Local              | Notas                                      |
| -------- | ------ | -------------------- | ----------------------------- | ------------------------------------------------------- | ---------- | ----- | ----- | ------------------ | ------------------------------------------ |
| Vitória  | 14–5   | Eryk Anders          | Decisão (dividida)            | UFC Fight Night: Holm vs. Vieira                        | 21/05/2022 | 3     | 5:00  | Las Vegas, Nevada  |                                            |
| Derrota  | 13-5   | Gregory Rodrigues    | Nocaute (socos)               | UFC Fight Night: Costa vs. Vettori                      | 23/10/2021 | 2     | 3:13  | Enterprise, Nevada | Luta da noite                              |
| Vitória  | 13-4   | Tafon Nchukwi        | Decisão (majoritária)         | UFC on ESPN: Rodriguez vs. Waterson                     | 08/05/2021 | 3     | 5:00  | Las Vegas, Nevada  |                                            |
| Vitória  | 12–4   | John Phillips        | Decisão (unânime)             | UFC Fight Night: Ortega vs. The Korean Zombie           | 17/10/2020 | 3     | 5:00  | Abu Dhabi          |                                            |
| Vitória  | 11–4   | Marc-André Barriault | Decisão (unânime)             | UFC Fight Night: Edgar vs. The Korean Zombie            | 21/12/2019 | 3     | 5:00  | Busan              |                                            |
| Derrota  | 10–4   | Anthony Hernandez    | Finalização (anaconda)        | UFC Fight Night: Andrade vs. Zhang                      | 31/08/2019 | 2     | 4:39  | Shenzhen           |                                            |
| Vitória  | 10–3   | Matvey Ivanenko      | TKO (punches)                 | Real Fight: Double Impact                               | 08/12/2018 | 3     | 0:58  | Khabarovsk         | Ganhou o Cinturão Peso Médio do Yawara FC. |
| Vitória  | 9–3    | Glenn Sparv          | Decisão (unânime)             | RFC Way of the Dragon 2: Taiwan Pro Combat Championship | 07/07/2018 | 3     | 5:00  | Taipei City        |                                            |
| Vitória  | 8–3    | John Vake            | Nocaute técnico (socos)       | Hex Fight Series 13                                     | 23/03/2018 | 2     | 1:33  | Melbourne          |                                            |
| Vitória  | 7–3    | Koji Shikuwa         | Nocaute técnico (socos)       | HEAT 41                                                 | 23/12/2017 | 3     | 1:57  | Nagoya             |                                            |
| Vitória  | 6–3    | Se Yoon Jung         | Finalização (mata-leão)       | TFC 15                                                  | 22/07/2017 | 1     | 2:25  | Seoul              |                                            |
| Vitória  | 5–3    | Ray Cooper III       | Finalização (anaconda)        | Pacific Xtreme Combat 56                                | 25/03/2017 | 1     | N/A   | Hagåtña            |                                            |
| Vitória  | 4–3    | Grigoriy Sirenko     | Finalização (mata-leão)       | MFP 204: Cup Of Vladivostok 2016                        | 05/03/2016 | 1     | 2:23  | Vladivostok        |                                            |
| Derrota  | 3–3    | Shavkat Rakhmonov    | Finalização (mata-leão)       | Battle of Nomads 9                                      | 07/08/2016 | 2     | 1:51  | Hwasun             |                                            |
| Vitória  | 3–2    | Oleg Olenichev       | Nocaute técnico (desistência) | Art of War 16: Return of the King                       | 16/01/2016 | 1     | 10:00 | Beijing            |                                            |
| Derrota  | 2–2    | Sung Won Son         | Decisão (dividida)            | Top FC 9: Battle of Incheon                             | 24/10/2015 | 3     | 5:00  | Incheon            |                                            |
| Vitória  | 2–1    | Jae Woong Kim        | Nocaute (joelhada)            | Top FC 6: Unbreakable Dream                             | 05/04/2015 | 2     | 0:00  | Seoul              |                                            |
| Vitória  | 1–1    | Yul Kim              | Decisão (unânime)             | Top FC 5: Busan                                         | 07/02/2015 | 3     | 5:00  | Busan              |                                            |
| Derrofta | 0–1    | Jae Young Kim        | Decisão (unânime)             | Top FC: National League 1                               | 08/12/2013 | 2     | 5:00  | Seoul              | Estreia nos Médios.                        |